# Callulina kanga
Callulina kanga es una especie de anfibio anuro de la familia Brevicipitidae.

## Distribución geográfica
Esta especie es endémica de Tanzania. Habita alrededor de 760 m sobre el nivel del mar en las montañas Nguru.

## Publicación original
- Loader, Gower, Müller & Menegon, 2010 : Two new species of Callulina (Amphibia: Anura: Brevicipitidae) from the Nguru Mountains, Tanzania. Zootaxa, n.º 2694, p. 26-42.[3]